# Hexatoma hoffmanni
Hexatoma hoffmanni är en tvåvingeart som beskrevs av Alexander 1938. Hexatoma hoffmanni ingår i släktet Hexatoma och familjen småharkrankar. Inga underarter finns listade i Catalogue of Life.